# Kirche Liebertwolkwitz

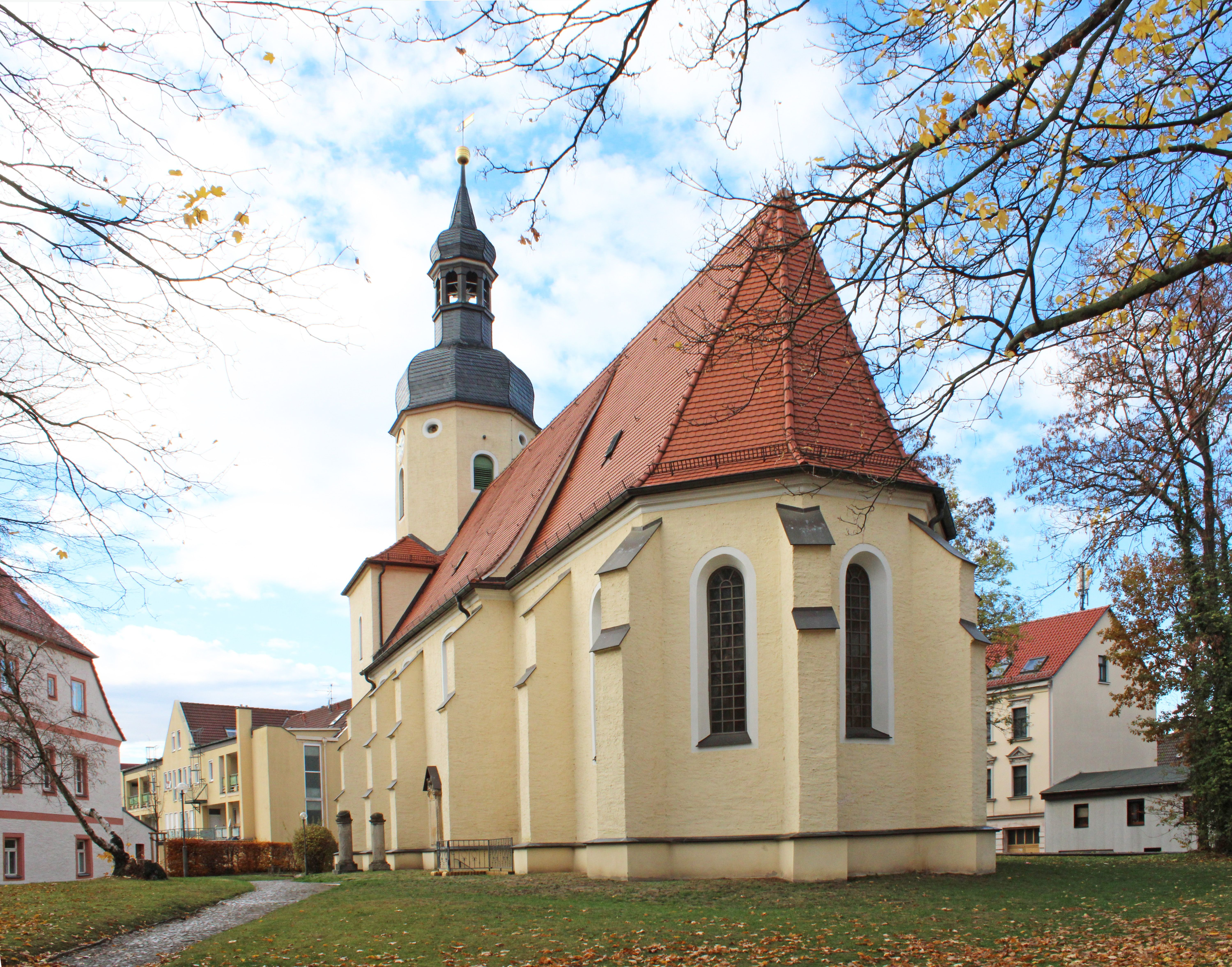
Kirche Liebertwolkwitz (2019)

Die Kirche Liebertwolkwitz ist ein Kirchengebäude der Evangelisch-Lutherischen Landeskirche Sachsens in Liebertwolkwitz, einem Stadtteil im Südosten von Leipzig. Sie wurde 1572/1575 an der Stelle eines mittelalterlichen Kirchengebäudes errichtet und ist damit das älteste Bauwerk in Liebertwolkwitz.

## Bauwerk und Geschichte

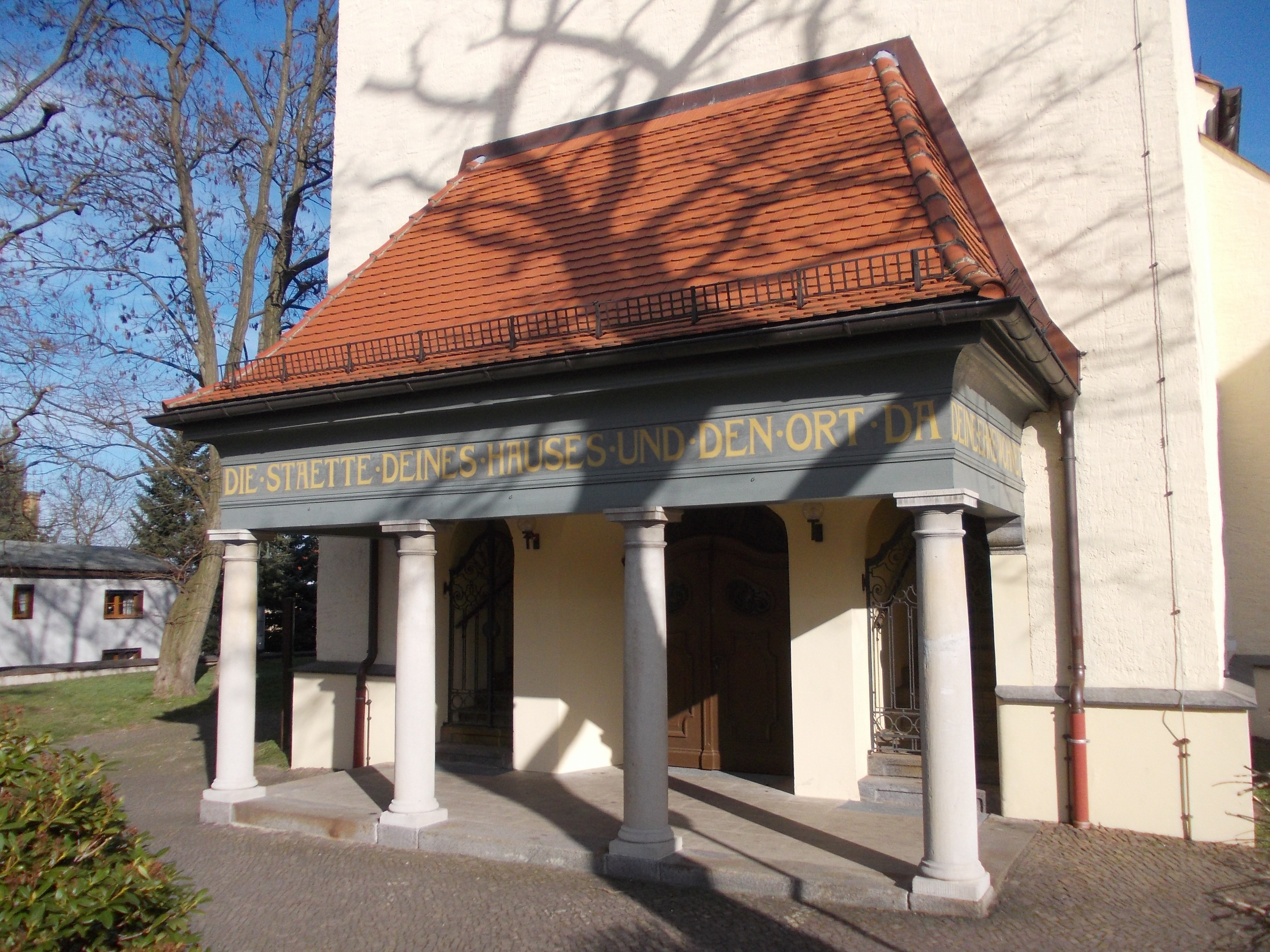
Portal-Vorbau von 1908 mit der Inschrift von Psalm 26,8

Die ursprüngliche Kirche wurde vermutlich im 12. Jahrhundert errichtet. Die bis dato vorhandene Kirche und das Pfarrhaus brannten im Frühjahr 1572 aus. Daher wurde auf romanischer Substanz zwischen 1572 und 1575 der heutige verputzte rechteckige Saalbau mit eingezogenem Ostchorabschluss, Strebepfeilern und breitem, rechteckigem West-Kirchturm mit oktogonalem Obergeschoss erbaut.
Ende des 17. Jahrhunderts erwarb der Dichter und Schriftsteller Heinrich Anselm von Ziegler und Klipphausen das Rittergut Liebertwolkwitz und war damit auch Patronatsherr dieser Kirche. 1702 wurde der Westturm im Barockstil umgestaltet und erhielt eine Laterne zwischen großer und kleiner Haube.
In der Völkerschlacht bei Leipzig 1813 wurde die Kirche verwüstet und durch Brand beschädigt, aber anschließend wiederaufgebaut. Als Erinnerung an die Völkerschlacht wurden in der Fassade der Kirche Kanonenkugeln eingemauert. Bis 1853 fanden Beisetzungen im Umfeld der Kirche statt, anschließend auf dem neuen, separaten Friedhof.
1863 wurde mit dem Mauer-Durchbruch an der Westseite ein neuer Haupteingang geschaffen. 1887 wurde die erste Heizung eingebaut („Circulationsluftheizung“), wofür die Kirche einen Schornstein bekam. 1908 wurde vor dem Portal eine offene Halle errichtet mit der Umschrift „Herr ich habe lieb die Stätte deines Hauses und den Ort da deine Ehre wohnet“ (Ps 26,8 ). Zwischen 1996 und 2002 wurde die Kirche grundlegend saniert und der Turm stabilisiert, auch wurde eine Stuhlbankheizung eingebaut. 2002 wurde die Kirchturm-Bekrönung (Turmknopf und Wetterfahne) erneuert sowie die Außenfassade restauriert.

## Ausstattung
Die Kirche besitzt eine dreiseitige, eingeschossige Empore und eine Sandstein-Taufe. Im Chorraum wurde 1814 ein klassizistischer Kanzelaltar eingebaut, der 1908 unter Verwendung der klassizistischen Ausstattung neu gestaltet wurde.
1980/1981 wurde die Kirche innen restauriert und der Altarplatz erhöht. Auch wurden die Patronatsloge über der Sakristei vom Kirchenschiff und der Altartisch vom Altar getrennt.

## Orgel
1724/1725 schuf Zacharias Hildebrandt, Schüler von Gottfried Silbermann, eine Orgel. 1816 wurde eine Orgel von Lochmann eingeweiht, 1899 die Orgelempore vergrößert. Im Jahr 1840 reparierte Mende die Orgel (Abnahme 5. Juni 1840).
1890 baute Gottfried Hildebrand die heutige Orgel mit zwei Manualen, Pedal und 24 Registern. Sie wurde 1994/1995 von Christian Scheffler aus Frankfurt/Oder restauriert (Wiedereinweihung am 7. Mai 1995). Der erste Briefwechsel zwischen Gottfried Hildebrand und Pfarrer Achilles war zu Beginn des Jahres 1887 zwecks Reparatur des Instruments sowie Verlegung und Neubau des Gebläses. Am 13. März 1890 sandte Hildebrand einen Kostenanschlag zum Bau einer neuen Orgel für 6345 Mark. Die angegebene Disposition entspricht dem heutigen Instrument, doch brachte er Hohlflöte 8′ und die Ergänzung des Cornet nach unten hin „ohne Vorwissen und Genehmigung des Kirchenvorstandes“ an. Am 2. Dezember 1890 wurden 1184 Mark für „ein im Renaissancestyl erbautes Orgelgehäuse aus gutem Kieferholz nebst poliertem Spielschrank und Orgelbank“ berechnet.
Ende November 1890 bekam Carl Piutti, Organist an der Thomaskirche zu Leipzig, den Auftrag, diese Orgel zu prüfen. Am 29. Januar 1891 reichte er das neunseitige Gutachten ein, worin er u. a. schrieb: „Die Leistungsfähigkeit der Orgel nach verschiedenen Seiten hin im Spiel erprobend, ihre einzelnen Stimmen gegeneinander abwägend und in ihre mancherlei Verbindungen benutzend gewann ich den ersten Eindruck. Er war ein wohlbefriedigender und hat sich bei der nachfolgenden Prüfung auch bestätigt. Es fehlt der Orgel nicht an der nöthigen Kraft im vollen Werk, ebensowenig an der genügenden Zahl characteristischer Stimmen. Bereits die Disposition (…) läßt eine glanzvolle, wohlgelungene Anordnung erkennen …“
Die Disposition lautet:
| I Hauptwerk C–f3 |            |
| Bordon           | 16′        |
| Prinzipal        | 8′         |
| Hohlflöte        | 8′         |
| Viola di Gamba   | 8′         |
| Gemshorn         | 8′         |
| Rohrflöte        | 8′         |
| Octave           | 4′         |
| Gedackt          | 4′         |
| Octave           | 2′         |
| Cornet II-III    | [ Anm. 1 ] |
| Mixtur IV        | 2 ⁄3′      |

| II Oberwerk C–f3 |     |
| Lieblich Gedackt | 16′ |
| Geigenprinzipal  | 8′  |
| Flut d’Amour     | 8′  |
| Gedackt          | 8′  |
| Salicional       | 8′  |
| Octave           | 4′  |
| Dolce            | 4′  |
| Violine          | 2′  |

| Pedal C–f1 |     |
| Subbass    | 16′ |
| Violonbass | 16′ |
| Octavbass  | 8′  |
| Cello      | 8′  |
| Posaune    | 16′ |
|            |     |

- Koppeln: Manualkoppel, Pedalkoppel
- Nebenzug: Calcantenruf (jetzt Motorschalter)
- Pfeifenanzahl: 1394, davon 30 klingende und 6 stumme Prospektpfeifen
- ein Magazin- und ein Keilbalg mit zwei Schöpfern

Anmerkungen
1. ↑  dreifach ab g0
2. ↑  durchschlagend

## Geistliche
Das Verzeichnis pfarrerbuch.de listet für die Kirche folgende Pfarrer auf:
- 1539: Andreas Limmer
- 1542: Bartholomäus Kranz
- 1558: Georg Kaltofen
- 1571: Martin Kirsten
- 1573: Paulus Heidenreich
- 1573: Blasius Braun
- 1587: Johann Schubart
- 1590: Martin Schaub
- 1613: Peter Sportinus
- 1634: Kaspar Böttger
- 1638: David Dimpel
- 1641: David Seyffert
- 1687: Balthasar Otto
- 1705: Johann Paul Seyffert
- 1729: Friedrich Fischer d. J.
- 1772: Moritz Wilhelm Schlesier
- 1781: Gottlob Funcke
- 1795: Absalom Friedrich Marx
- 1810: Johann Christian August Bauer
- 1813: Christian Traugott Gössel
- 1824: Carl Wilhelm Goldschad
- 1842: Karl Adam Adolf Knecht
- 1845: Theodor Voigt
- 1872: Friedrich Ernst Achilles
- 1900: Bernhard Ottomar Alwin Schneider
- 1934: Alfred Woldemar Häntzschel
- 1936: Paul Friedrich Anke
- 1937: Friedrich Hesse
- 1938: Karl Moritz Kunz
- 1949: Karl Suppes
- 1964: Heinz Neustadt
- 1976: Klaus Höhne
- 1988: Heinz-Helger Münnich